# Liste der Monuments historiques in La Forestière
Die Liste der Monuments historiques in La Forestière führt die Monuments historiques in der französischen Gemeinde La Forestière auf.

## Liste der Objekte
| Bezeichnung  | Beschreibung                                                                               | Standort                           | Kennzeichnung | Schutzstatus | Datum | Bild |
| ------------ | ------------------------------------------------------------------------------------------ | ---------------------------------- | ------------- | ------------ | ----- | ---- |
| Hauptaltar   | Altartisch, Tabernakel, Retabel, Wandvertäfelung und Kommuniontisch; Holz, 18. Jahrhundert | in der Kirche St-Barthélemy (Lage) | PM51003469    | Inscrit      | 2003  |      |
| Chorschranke | Holz, Schmiedeeisen, 18. Jahrhundert                                                       | in der Kirche St-Barthélemy (Lage) | PM51003470    | Inscrit      | 2003  |      |